# Convento de Cristo

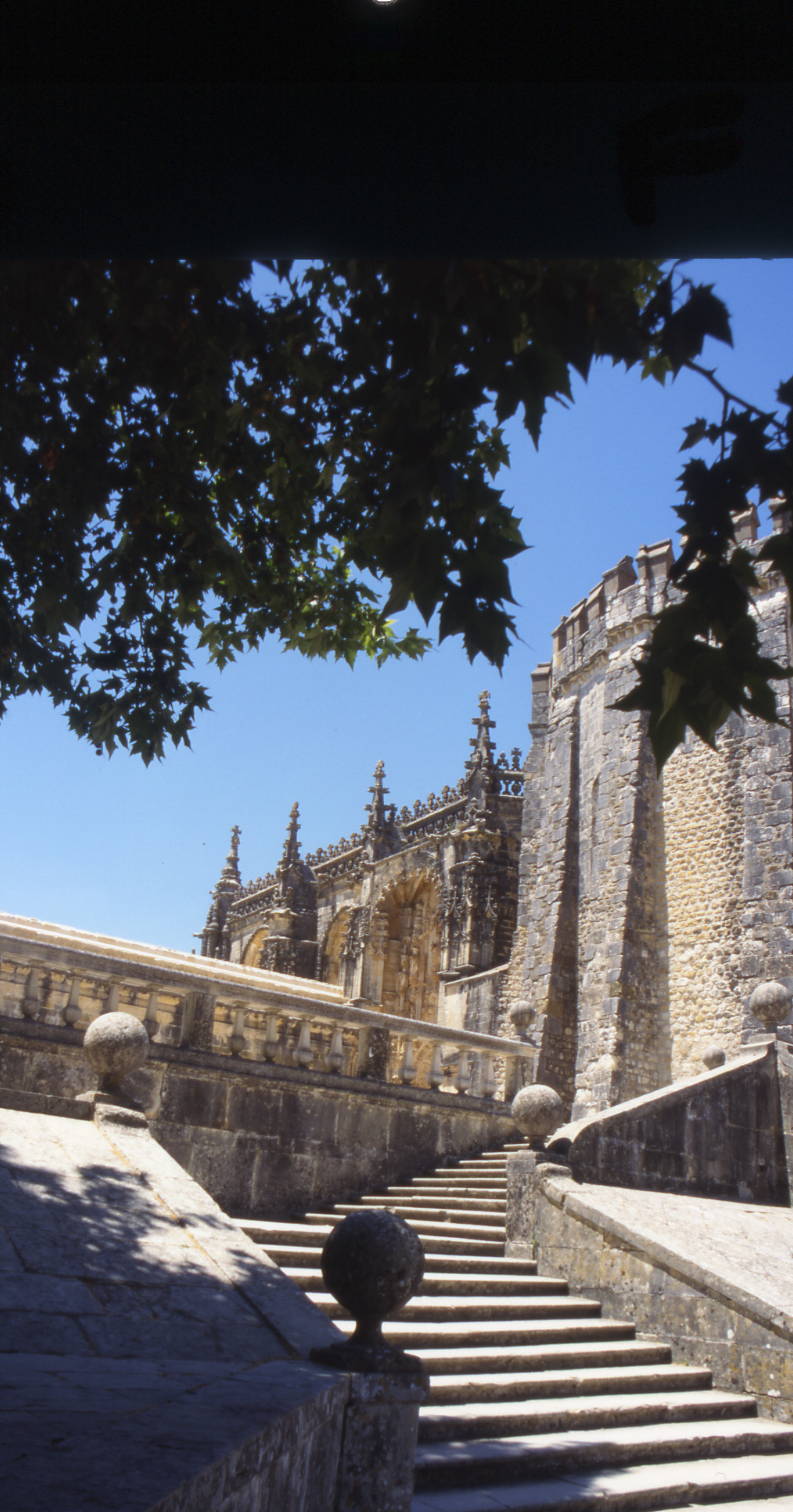
Weg zum Eingang

Der Convento de Cristo (deutsch Christuskloster) in Tomar, Portugal, ist eine 1162 von Tempelrittern gegründete ehemalige Wehr-Klosteranlage. Ihr Kernstück ist noch immer die alte Rundkirche, die im Inneren einen weiteren oktogonalen Bau beherbergt. Vorbild für den Bau war, wie anhand der verwendeten Zahlenkombinationen festzustellen ist, eindeutig die Heilig-Grab-Rotunde in Jerusalem. Die Klosteranlage ist seit 1983 UNESCO-Weltkulturerbe. Nach Auflösung des Templerordens 1312 durch Papst Clemens V. ging sie über in den Besitz des in Portugal neu gegründeten Ordens der Christusritter.
1159 erhielt der Orden der Tempelritter vom ersten portugiesischen König Dom Afonso Henriques das Gebiet um Tomar, etwa 130 km nördlich von Lissabon und 135 km südlich von Coimbra. Hier sollten sich die von den erfolgreichen Kreuzzügen zurückkehrenden Ritter niederlassen und den König bei der Reconquista unterstützen.
Nachdem die Burg (Castelo de Cera) verfallen war, entschied man sich, eine neue Burg an strategisch günstigerer Stelle am Fluss Rio Nabão zu errichten. Sie lag am Weg zwischen der damaligen Hauptstadt Coimbra und Santarém.

## Geschichte
Im Jahre 1160 wurde mit dem Bau der Burg (Castelo de Tomar) durch den Großmeister des Templerordens Gualdim Pais begonnen, weil er erkannt hatte, dass die Ritterburg Ceras im Tal des Nabão-Flusses einem heftigen Ansturm durch die Araber, deren Angriff er erwartete, nicht standhalten würde. Er gab der neuen Burg auf dem Berg den Namen des nahe gelegenen Flusses Tomar. Um 1190 wurde die Burg von Abū Yūsuf Yaʿqūb al-Mansūr belagert, der sie aber nicht einnehmen konnte.
1162 begannen die Bauarbeiten für den Kreuzgang innerhalb der Burganlage. Unter Heinrich dem Seefahrer begann der Bau eines weiteren Kreuzgangs zwischen dem Chor und der Burg. Innerhalb der Burgmauern gab es vermutlich Ende des 13. Jahrhunderts auch eine kleine Gemeinschaft weiblicher Templer namens Santa Maria do Castelo.
1484 wurde unter dem Großmeister und künftigen portugiesische König Manuel I. der Kreuzgang und die Christusritterkirche gebaut. Architekt war Diogo de Arruda. Unter der Regentschaft König Manuels (1495 bis 1521) wurde die gesamte Burganlage reich ausgestattet, und die Anlage erhielt ihre noch heute bestehende Form mit der charakteristischen Mischung aus Stilelementen der Romanik, Gotik, Renaissance, der Manuelinik, des Manierismus und des Barock.
Ab 1532 wurde die Klosterburg durch den Baumeister João de Castilho ausgebaut und erweitert. 1557 erfolgte die Umgestaltung durch den Architekten Diego de Torralva. Die Fertigstellung des Klosters in seiner heutigen Gestalt geschah 1591 durch den Architekten Filipe Terzi. 1618 war Baubeginn der Portaria Real, der Casa da Escada und der Sala dos Reis durch Diogo Marques Lucas.
Aus dem 16.–17. Jahrhundert stammen die Klosteranlage mit den Mönchszellen sowie ein fünf Kilometer langer Aquädukt.

## Klosterkirche

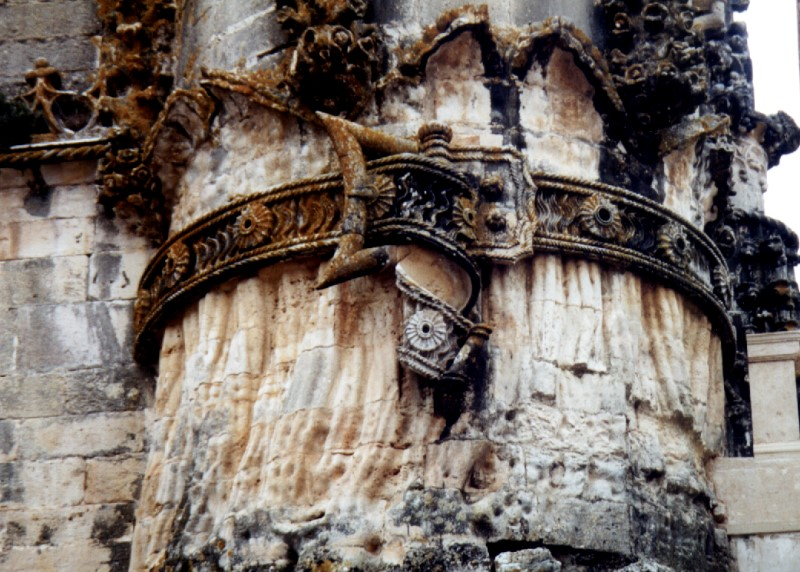

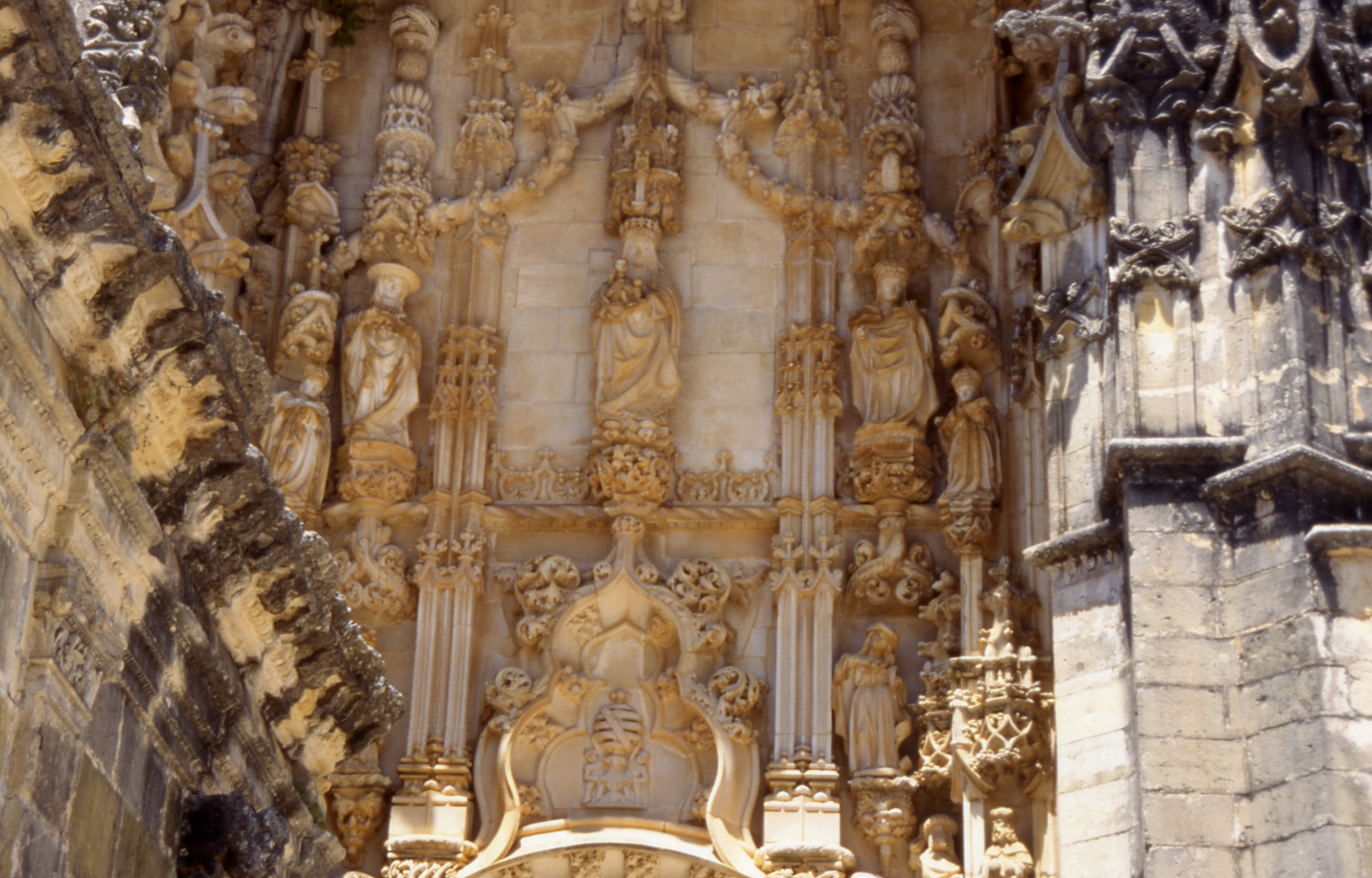
Tympanon

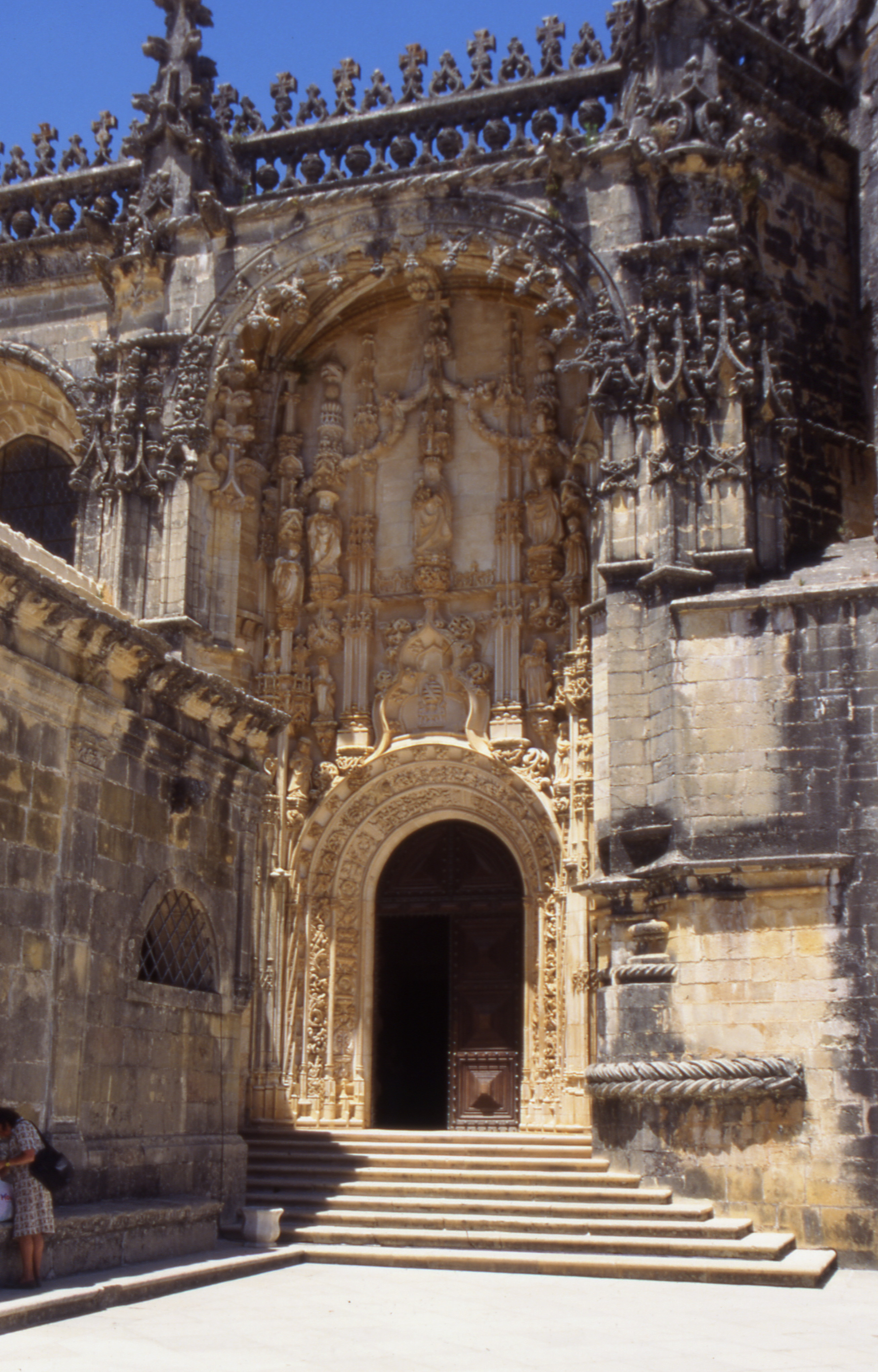
Portal

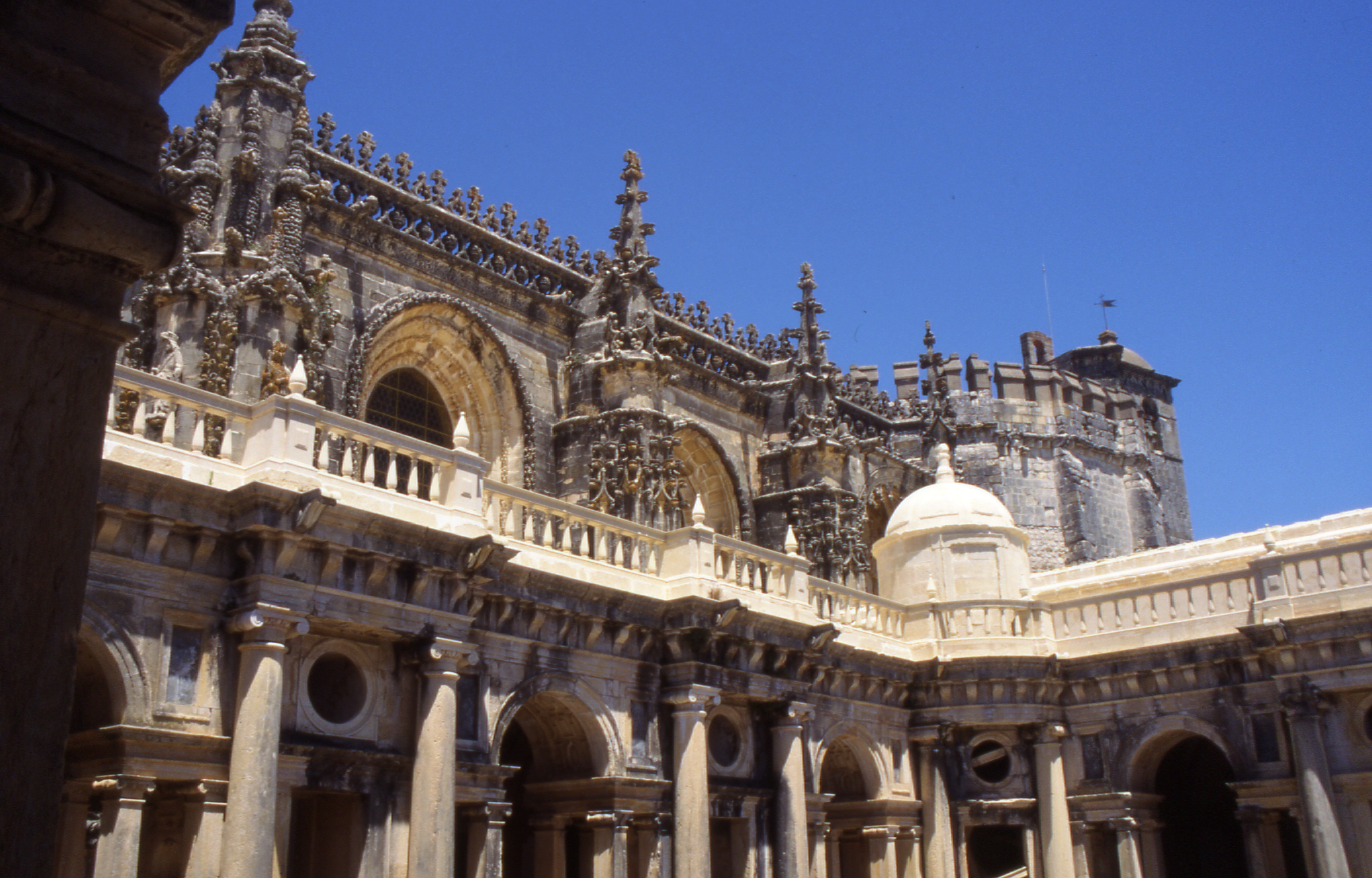
Kreuzgang

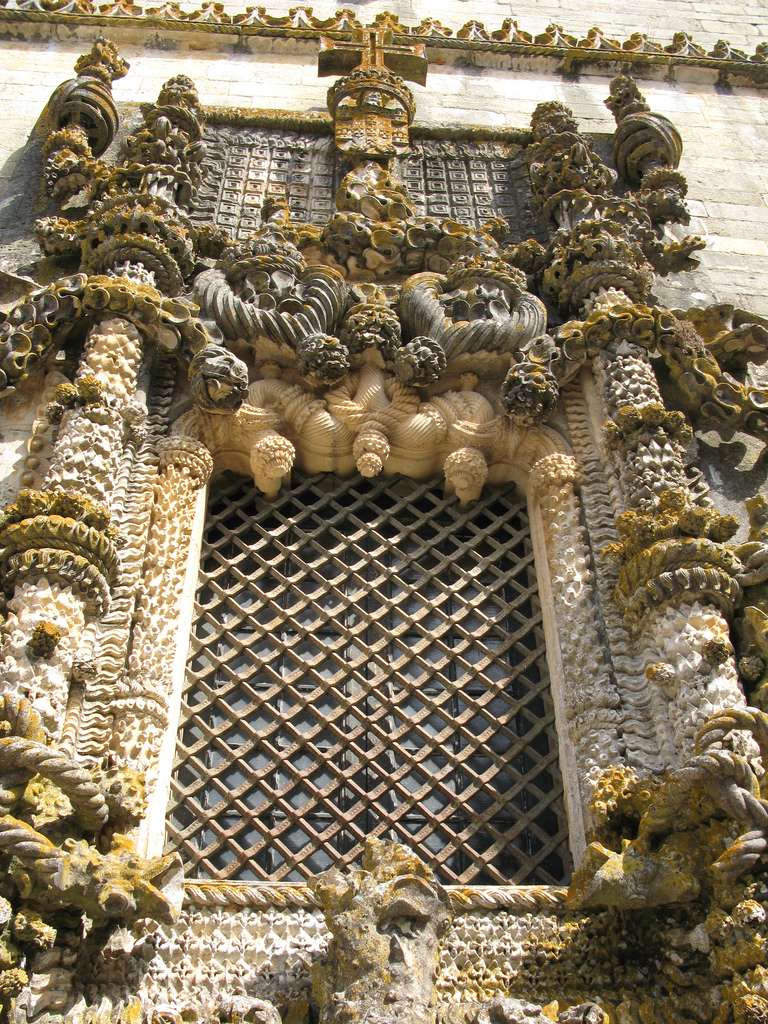
Fenster im manuelinischen Stil

In ihrer doppelten Funktion als Wehr- und Sakralbau spiegelt sich das Erbe der Tempelritter: Zunächst wurde in der zweiten Hälfte des 12. Jahrhunderts von Templern ein romanischer Zentralbau errichtet. Von außen betrachtet handelt es sich um ein 16-seitiges Polygon mit starkem Strebwerk, Rundfenstern und Glockenturm. Den Innenraum bildet ein Oktogon, das durch Bögen mit der Empore verbunden ist. Der Grundriss orientiert sich an der Grabeskirche in Jerusalem.

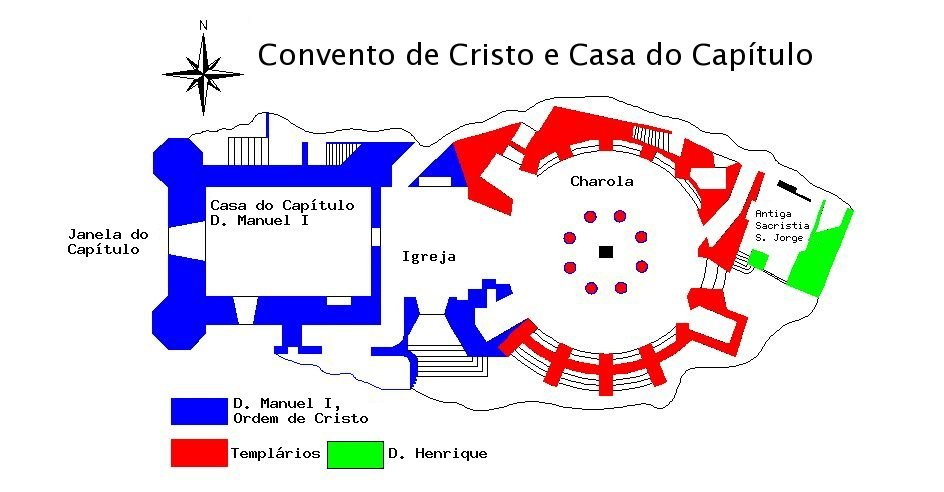
Skizze der Erweiterungsbauten

Der Innenraum ist reich mit gotischen und manuelinischen Plastiken und Malereien ausgestattet. Die Malereien stammen aus der Werkstatt des Hofmalers Manuel I., des Portugiesen Jorge Afonso, während der Flame Olivier de Gand und der Spanier Hernán Muñoz die Skulpturen schufen. Das seinerzeit für die Kirche geschaffene Werk „Das Martyrium des St. Sebastian“ hängt jetzt im Lissaboner Museum für Alte Kunst (Museu Nacional de Arte Antiga).
Im 15. Jahrhundert wurde unter Heinrich dem Seefahrer dem romanischen Zentralbau ein gotisches Kirchenschiff angefügt. Aus dem romanischen Bau wurde die Apsis der erweiterten Kirche. Ab 1510 wurde das Längsschiff von dem portugiesischen Architekten Diogo de Arruda und dem Spanier João de Castilho im manuelinischen Stil umgestaltet. Das so genannte „Janela do Capítulo“ (Fenster des Kapitelhauses), vereint viele typischen Motive der Manuelinik: das Kreuz des Christusordens, Tauwerk, Korallen und pflanzliche Motive.
Als Eingang zur Kirche dient ein Seitenportal, das ebenfalls reich mit manuelinischen Motiven, einer Jungfrau mit dem Kinde und alttestamentlichen Propheten geschmückt ist.
Das manuelinische Längsschiff ist durch einen großen Bogen mit der romanischen Apsis verbunden. Ehemals vorhandenes manuelinisches Chorgestühl wurde durch Napoleonische Truppen im frühen 19. Jahrhundert zerstört.

## Kreuzgänge
Insgesamt gibt es acht Kreuzgänge die zwischen dem 15. und dem 16. Jahrhundert angelegt wurden. Beispielhaft seien hier genannt:
- Claustro da Lavagem: Zweigeschossiger gotischer Kreuzgang, entstanden um 1433 unter Heinrich dem Seefahrer.
- Claustro do Cemitério: Ebenfalls entstanden zu Zeiten Heinrichs. Hier wurden die Ritter und Mönche des Klosters bestattet. Hier ruhen unter anderem in einem manuelinischen Grabmal (um 1523) die Gebeine Diogo da Gamas, Bruder Vasco da Gamas.
- Claustro de Santa Bárbara: Während des 16. Jahrhunderts im manuelinischen Stil errichtet.
- Claustro dos Filipes: Ein zweigeschossiger Kreuzgang mit prächtigem Barockbrunnen. Im zweiten Stock soll 1580 der spanische König Philipp II. zum König von Portugal gekrönt worden sein.
- Claustro de D. João III: Begonnen unter Johann III. und fertiggestellt unter Philipp I. Zunächst geplant von dem spanischen Architekten Diogo de Torralva im Jahre 1557, wurde das Bauwerk durch den Architekten Philipps, dem Italiener Filippo Terzi, beendet. Dieser zweigeschossige Kreuzgang verbindet das Dormitorium mit der Kirche. Er zählt zu den wichtigsten Beispielen des Manierismus in Portugal. Die Geschosse werden durch elegante Wendeltreppenaufgänge an den Ecken des Kreuzgangs verbunden.